# Nelson Diebel
Nelson Diebel, född 9 november 1970 i Hinsdale i Illinois, är en amerikansk före detta simmare.
Diebel blev olympisk guldmedaljör på 100 meter bröstsim vid sommarspelen 1992 i Barcelona.